# E.S.S. Mega
E.S.S. Mega est un jeu vidéo de simulation développé Coktel Vision et édité par Tomahawk, sorti en 1991 sur DOS, Amiga CDTV et Atari ST. 
Il s'agit de la suite de E.S.S..

## Accueil
- Aktueller Software Markt : 10/12[1]